# Маранта
Мара́нта (лат. Maranta) — род растений семейства Марантовые (Marantaceae), произрастающих в тропической Америке.
Назван в честь средневекового врача и ботаника Бартоломео Маранты (1500—1571).

## Ботаническое описание
Многолетние травы с клубневидным корневищем.
Листья прикорневые или двурядно расположенные на стеблях.
Цветки трехчленные, асимметричные, в верхушечных колосовидных соцветиях.
Плод — односемянная коробочка. Некоторые виды культивируют как крахмалоносные растения.

## Значение
Наибольшее значение имеет Maranta arundinacea, веретенообразно утолщенные корневища которой перерабатываются в муку (так называемый вест-индский арроурут), используемую в диетическом питании.
Пестролистая маранта беложилковатая (Maranta leuconeura) и её разновидности выращивают как декоративные растения в оранжереях и комнатах. Представляет собой травянистое клубневое вечнозеленое растение с членистыми стеблями и декоративными яйцевидными листьями до 15 см длиной. Неприхотлива, хорошо зимует на окнах при обычной температуре.
Наиболее популярны три разновидности маранты беложилковатой. У разновидности Керхова (Maranta leuconeura var. kerchoveana) листья ярко-зелёные, вдоль центральной жилки расположены 4—5 пар крупных оливково-коричневых пятен; у разновидности краснолистной (Maranta leuconeura var. erytrophylla) — отчетливые красные жилки; у разновидности массангенской (Maranta leuconeura var. massangeana) — темно-зелёный, почти чёрный, лист с серебристыми жилками.

## Виды
Род включает 43 или 42вида:
- Maranta amazonica L.Andersson
- Maranta amplifolia K.Schum.
- Maranta anderssoniana Yosh.-Arns, Mayo & M.Alves
- Maranta arundinacea L. typus[2] — Маранта тростниковидная
- Maranta bracteosa Petersen[исп.]
- Maranta burchellii K.Schum.
- Maranta cordata Körn.
- Maranta coriacea S.Vieira & V.C.Souza
- Maranta cristata Nees & Mart.
- Maranta cyclophylla K.Schum.
- Maranta depressa É.Morren
- Maranta divaricata Roscoe
- Maranta foliosa Körn.
- Maranta friedrichsthaliana Körn.
- Maranta furcata Nees & Mart.
- Maranta gibba Sm.
- Maranta hatschbachiana Yosh.-Arns, Mayo & M.Alves
- Maranta humilis Aubl.
- Maranta incrassata L.Andersson
- Maranta leuconeura É.Morren — Маранта беложильчатая
- Maranta lietzei (É.Morren) C.H.Nelson, Sutherl. & Fern.Casas
- Maranta lindmanii L.Andersson
- Maranta linearis L.Andersson
- Maranta longiflora S.Vieira & V.C.Souza
- Maranta longipes K.Schum.
- Maranta longiscapa S.Moore
- Maranta noctiflora Regel & Körn.
- Maranta parvifolia Petersen
- Maranta phrynioides Körn.
- Maranta pleiostachys K.Schum.
- Maranta pluriflora (Petersen) K.Schum.
- Maranta pohliana Körn.
- Maranta polystachya (K.Schum.) J.M.A.Braga
- Maranta protracta Miq.
- Maranta pulchra S.Vieira & V.C.Souza
- Maranta pycnostachys K.Schum.
- Maranta rugosa J.M.A.Braga & S.Vieira
- Maranta ruiziana Körn.
- Maranta rupicola L.Andersson
- Maranta sobolifera L.Andersson
- Maranta subterranea J.M.A.Braga
- Maranta tuberculata L.Andersson
- Maranta zingiberina L.Andersson

- Maranta leuconeura var. leuconeura
- Maranta leuconeura var. kerchoviana
- Maranta leuconeura var. erythroneura
- Maranta leuconeura сорт 'Marisela'
- Maranta lietzei
- Maranta cristata
- Maranta subterranea
- Maranta depressa
- Цветки Maranta leuconeura
- Цветки Maranta subterranea
- Корневища Maranta arundinacea
- Корневища Maranta subterranea